# Robert Chazan
Robert Chazan (geboren 25. April 1936 in Albany; gestorben 12. Februar 2024) war ein US-amerikanischer Mittelalterhistoriker.

## Leben
Chazan studierte Geschichte an der Columbia University (M.A., 1963) und wurde 1967 promoviert. Außerdem absolvierte er 1962 am Jewish Theological Seminary eine Ausbildung zum Rabbiner. 
Chazan lehrte von 1967 bis 1980 Geschichte an der Ohio State University in Columbus. Von 1981 bis 1987 war er Professor für Geschichte am Queens College, New York. Seit 1987 ist er Professor für hebräische und jüdische Studien an der New York University.
Chazan publizierte zur jüdischen Geschichte im Mittelalter, zum Verhältnis der christlichen Religion zum Judentum und zur Geschichte der Exegese der jüdischen religiösen Schriften und forschte über die Entwicklung der Geschichtsschreibung zum Mittelalter. Er war Fellow der Medieval Academy of America und Mitglied der American Academy of Jewish Research, deren Vorsitzender er von 1995 bis 2000 war.

## Schriften (Auswahl)
- Reassessing Jewish Life in Medieval Europe. Cambridge University Press, 2010
- The Trial of the Talmud: Paris, 1240. Pontifical Institute of Mediaeval Studies, 2012
- The Jews of Medieval Western Christendom. Cambridge: Cambridge University Press, 2006
- Fashioning Jewish Identity in Medieval Western Christendom. Cambridge: Cambridge University Press, 2004
- God, Humanity, and History: The Hebrew First-Crusade Narratives. Berkeley: University of California Press, 2000
- Medieval Stereotypes and Modern Antisemitism. Berkeley : University of California Press, 1997
- In the Year 1096: The Jews and the First Crusade. Philadelphia : Jewish Publication Society of America, 1996
- Barcelona and Beyond: The Disputation of 1263 and Its Aftermath. Berkeley : University of California Press, 1992
- Daggers of Faith: Thirteenth-Century Christian Missionizing and Jewish Response. Berkeley : University of California Press, 1989
- European Jewry and the First Crusade. Berkeley : University of California Press, 1987
- Church, State, and Jew in the Middle Ages. New York: Behrman House, 1980
- Medieval Jewry in Northern France : A political and social history. Baltimore: Johns Hopkins University Press, 1973